# Agustín Sauto Arana
Agustín Sauto Arana, genannt Bata (* 11. Mai 1908 in Barakaldo; † 21. August 1986 in Bilbao), war ein spanischer Fußballspieler (Sturm). Er spielte bei Athletic Bilbao und war einer der bekanntesten Spieler Spaniens in den 1930er-Jahren.

## Vereinskarriere
Bata begann seine Karriere beim Provinzklub Unión de San Vicente de Barakaldo, wo er auch in der Jugend gespielt hatte. Nach einer Saison wechselte er zum relativ bekannten baskischen Verein FC Barakaldo. Zum damaligen Zeitpunkt war die Primera División noch nicht gegründet. Die höchste Liga war die baskische. In dieser wurde ausgespielt, welche Teams in der Copa del Rey starten durften.
Die Einführung der Primera División erfolgte zur Saison 1928/29. Bata blieb zunächst bei Barakaldo und landete in der Dritten Liga mit dem Team auf dem vorletzten Platz. Zur Saison 1929/30 wechselte er zu Athletic Bilbao in die Primera División. In seiner ersten Spielzeit war er nur Ersatz und kam auf lediglich sieben Einsätze und ein Tor. Somit hatte er zwar keinen besonderen Anteil daran, aber Athletic wurde 1930 Meister, noch dazu ungeschlagen.
Die Saison 1930/31 bedeutete den endgültigen Durchbruch für Bata, der in nur 17 Partien 27 Tore schoss, davon allein sieben beim 12:1-Sieg gegen den FC Barcelona, dem bis heute höchsten Sieg in der Geschichte der Liga. Am Ende der Spielzeit wurde er zum einzigen Mal in seiner Karriere Torschützenkönig und verhalf seiner Mannschaft zur Titelverteidigung.
Noch deutlicher war Bilbaos Dominanz in der Copa del Rey: In den Jahren 1930 bis 1933 gewannen die Basken viermal hintereinander diesen prestigeträchtigen Pokalwettbewerb. Mit Ausnahme des ersten Finalspiels gehörte Bata dabei stets zur Stammformation seiner Mannschaft. 1932 erzielte er den Siegtreffer beim 1:0-Erfolg gegen den FC Barcelona. Der Pokalsieg im Jahr 1933 war sein letzter mit Athletic. Der nächste Pokalsieg der Basken erfolgte erst im Jahr 1943.
Weitere Titel konnte Sauto Arana aber in der Liga gewinnen. So wurde er 1934 und 1936 mit seinem Team spanischer Meister. In der Spielzeit 1935/36 schaffte er nochmals das Kunststück, mehr Tore zu erzielen, als er Spiele absolvierte (21 Tore in 20 Partien). Anschließend wurde der reguläre Spielbetrieb aufgrund des Spanischen Bürgerkrieges für drei Jahre unterbrochen.
Nach dem Ende des Krieges entschied sich Bata mit 31 Jahren gegen eine Rückkehr in die Primera División. Stattdessen ließ er seine Karriere beim FC Barakaldo in der Segunda División ausklingen.

## Nationalmannschaft
Obwohl Bata  ohne Zweifel zur damaligen Zeit einer der besten Stürmer Spaniens war, wurde er lediglich ein einziges Mal in die spanische Nationalmannschaft berufen. Dies war am 19. April 1931 gegen Italien, passenderweise bei einem „Heimspiel“ für Bata. Austragungsort war nämlich San Mamés, das Stadion von Athletic Bilbao. Die Partie endete torlos 0:0.
Wie für gute baskische Spieler üblich spielte er auch für die baskische Nationalmannschaft. Diese absolviert bis heute Freundschaftsspiele mit anderen Regionalteams Spaniens, aber auch ausländischen Mannschaften.

## Titel
- Spanischer Meister: 1930, 1931, 1934, 1936
- Spanischer Pokalsieger: 1930, 1931, 1932, 1933
- Pichichi-Trophäe: 1931